# Hrabstwo Dallas (Teksas)

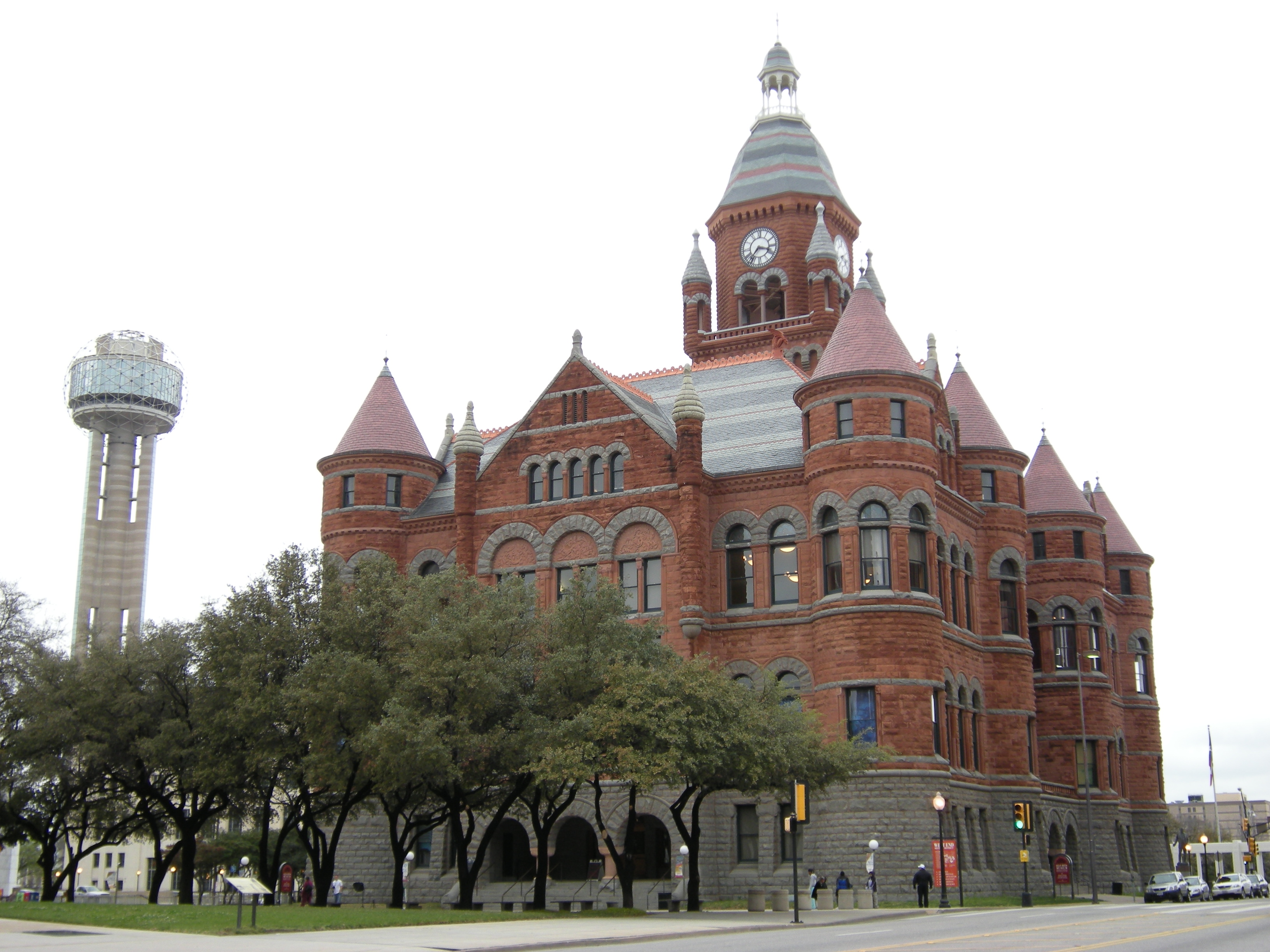
Zabytkowy budynek sądu hrabstwa Dallas

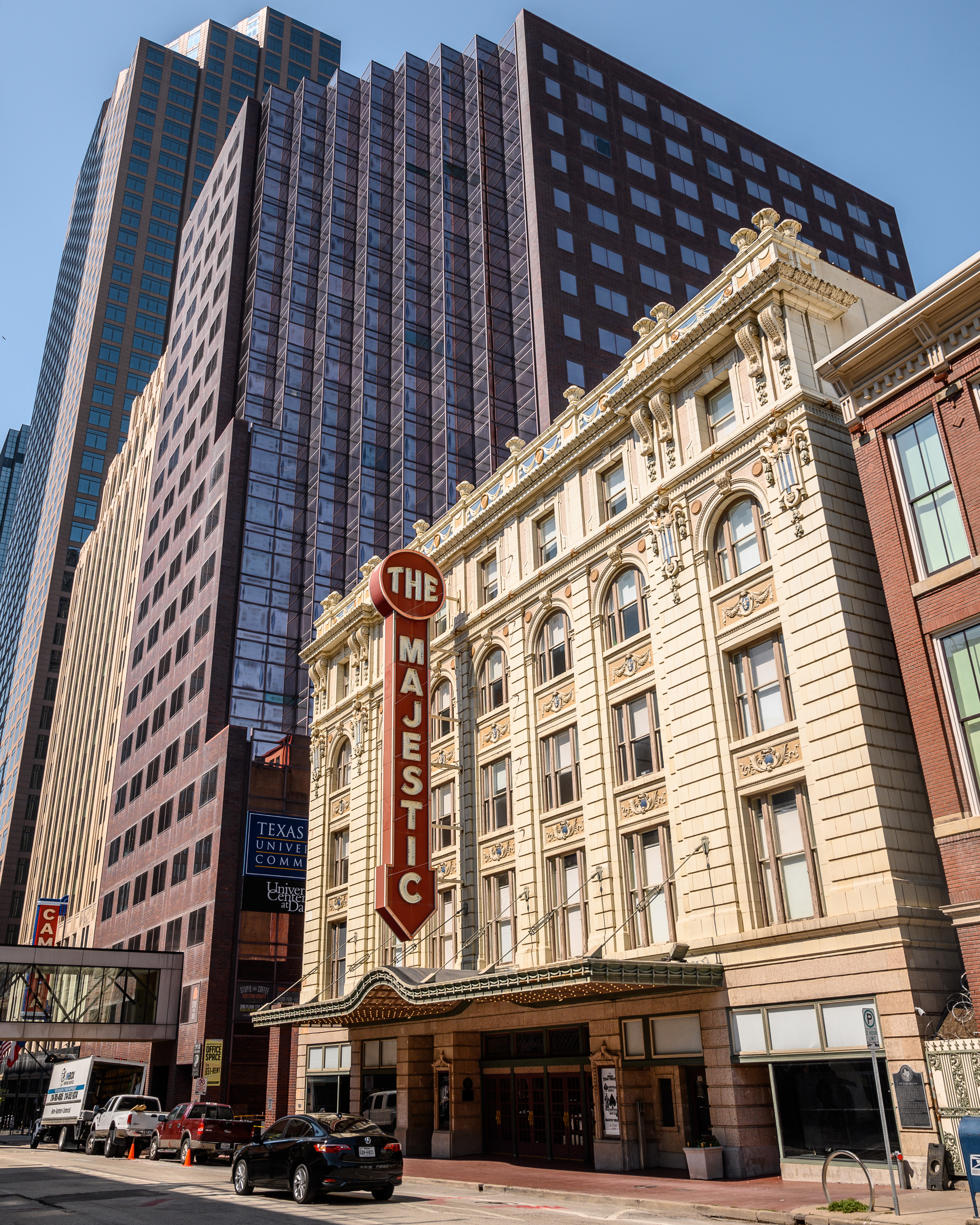
The Majestic Theater na tle wieżowców

Hrabstwo Dallas – hrabstwo położone w Stanach Zjednoczonych, w północno-wschodniej części stanu Teksas, obejmujące dużą część aglomeracji Dallas. Hrabstwo utworzono w 1846 roku poprzez wydzielenie terytorium z hrabstw Nacogdoches i Robertson. Siedzibą władz hrabstwa jest miasto Dallas, zamieszkałe przez około 50% mieszkańców hrabstwa. Według spisu z 2020 roku jest najgęściej zaludnionym hrabstwem stanu Teksas.
Nazwa hrabstwa pochodzi od nazwiska George Dallas, senatora stanu Pensylwania; 11. wiceprezydenta Stanów Zjednoczonych za prezydentury Jamesa Polka.
Na terenie hrabstwa znajduje się park stanowy Cedar Hill, leżący na południowy zachód od miasta, około 32 km od centrum, nad jeziorem Joe Pool Lake.

## Gospodarka
Średni dochód gospodarstwa domowego (dane z 2022) w hrabstwie wynosi 70 732 dolarów, zaś dochód na mieszkańca 39 172 dolarów. 14,2% mieszkańców żyje poniżej relatywnej granicy ubóstwa.
Największymi branżami pod względem zatrudnienia w hrabstwie Dallas, w 2020 roku były: opieka zdrowotna i pomoc społeczna (145,5 tys. osób), handel detaliczny (140,7 tys.), budownictwo (135,4 tys. osób), usługi profesjonalne, naukowe i techniczne (117 tys.), produkcja (107 tys.), zakwaterowanie i usługi gastronomiczne (101 tys.), oraz usługi edukacyjne (95,4 tys.).
Większość zysków w rolnictwie przynosi uprawa darni (15. miejsce w stanie – 2022), ponadto rozpowszechnione są uprawa drzewek świątecznych (36. miejsce), soi, orzechów pekan, akwakultura, hodowla koni, drobiu i kóz.

## Sąsiednie hrabstwa
- Hrabstwo Collin (północ)
- Hrabstwo Rockwall (wschód)
- Hrabstwo Kaufman (południowy wschód)
- Hrabstwo Ellis (południe)
- Hrabstwo Tarrant (zachód)
- Hrabstwo Denton (północny zachód)

## Miasta
- Addison
- Balch Springs
- Carrollton
- Cedar Hill
- Cockrell Hill
- Combine
- Coppell
- Dallas
- DeSoto
- Duncanville
- Farmers Branch
- Garland
- Glenn Heights
- Grand Prairie
- Highland Park
- Hutchins
- Irving
- Lancaster
- Mesquite
- Ovilla
- Richardson
- Rowlett
- Sachse
- Seagoville
- Sunnyvale
- University Park
- Wilmer

## Demografia
- Latynosi – 40,8% (Meksykanie – 33%, Salwadorczycy – 2,5%[10])
- biali nielatynoscy – 28,3% (pochodzenia niemieckiego – 5,3%, angielskiego – 5%, irlandzkiego – 4,3%[10])
- czarni lub Afroamerykanie – 23,6% (Afrykańczycy – 2,5%[10])
- Azjaci – 6,7% (Hindusi – 2,4%[10])
- rasy mieszanej – 2%
- rdzenna ludność Ameryki – 1,1%[4].

## Religia

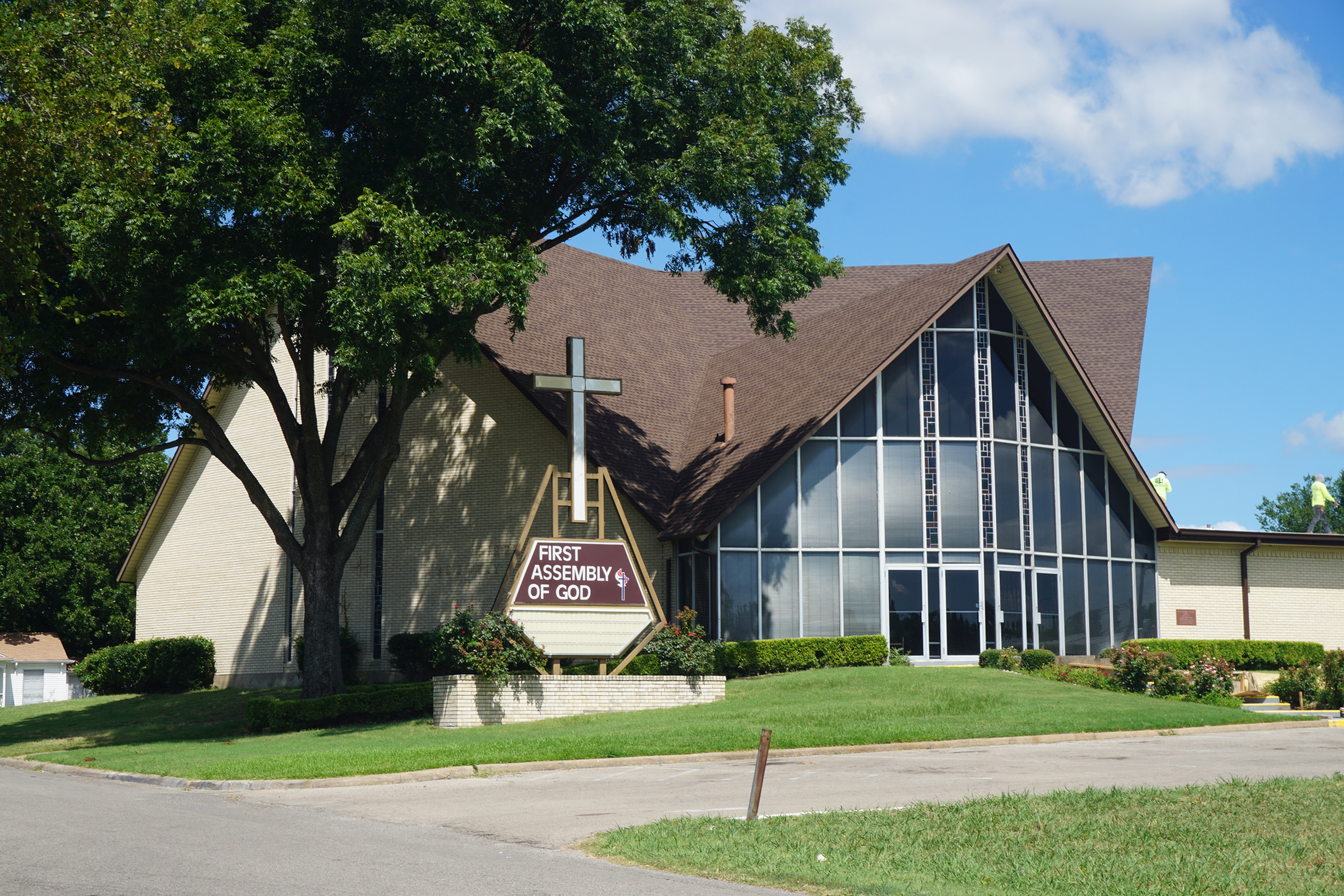
Budynek Zborów Bożych w Mesquite

Według danych spisowych z 2020 roku, największe grupy stanowią protestanci i katolicy, przy czym członkostwo w Kościele katolickim deklaruje 431,6 tys. osób (16,5% populacji). Największe grupy protestanckie pod względem członkostwa, to: bezdenominacyjne zbory ewangelikalne (228,2 tys.), Południowa Konwencja Baptystów (210,8 tys.), Zjednoczony Kościół Metodystyczny (143 tys.), inne Kościoły baptystyczne (ponad 100 tys.), zielonoświątkowcy (ponad 100 tys.) i Kościoły Chrystusowe (62,3 tys.). Do innych religii zaliczali się:
- muzułmanie – 2,3% (trzeci odsetek w Teksasie[12]),
- świadkowie Jehowy – 1,2% (30,3 tys.),
- mormoni – 0,8%,
- prawosławie i kościoły wschodnie – 0,62% (drugi odsetek w Teksasie[12])
- judaizm – 0,6% (najwyższy odsetek w Teksasie[12]), a także mniejsze jak hinduizm, buddyzm, sikhizm, scjentyzm, Kościół Jedności i wiele innych[13].

Społeczność muzułmańska licząca 60,4 tys. osób, jest jedną z największych w Teksasie. 

## Główne drogi

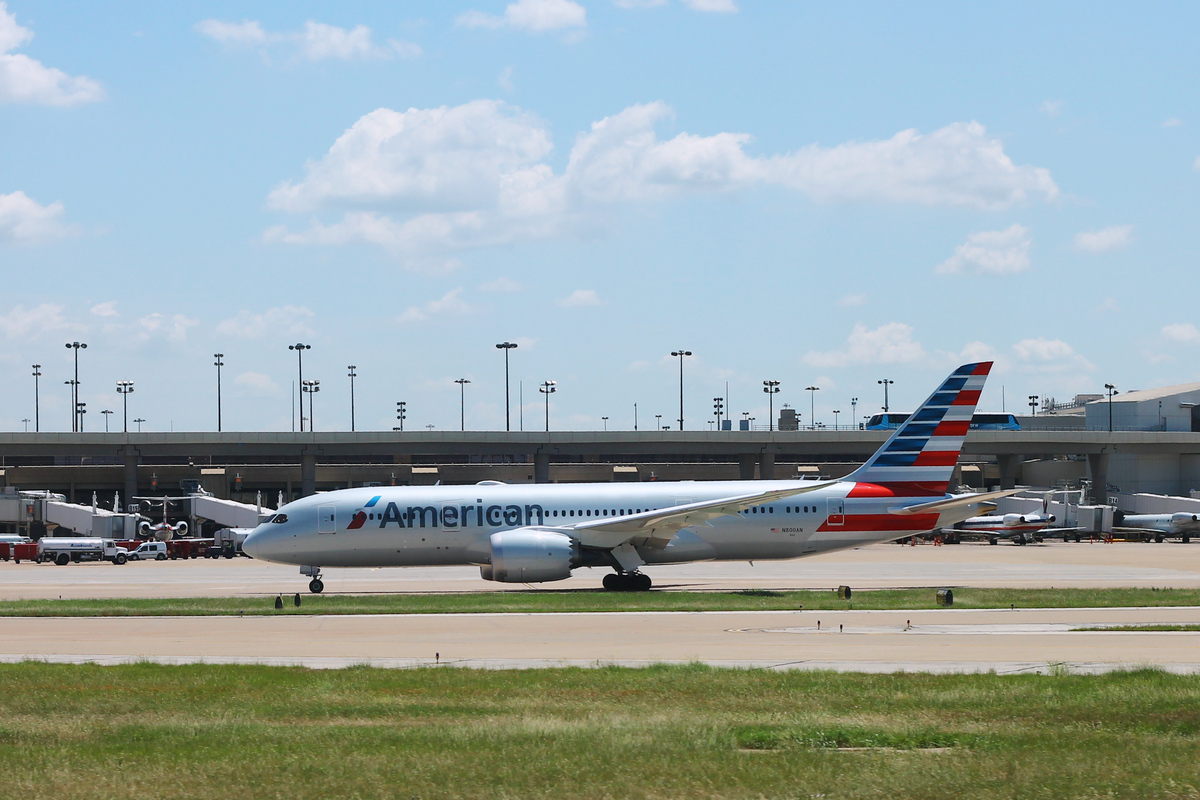
Boeing 787 należący do American Airlines na lotnisku Dallas-Fort Worth

Przez teren hrabstwa przebiega sześć autostrad międzystanowych, wiele dróg krajowych oraz stanowych. Do najważniejszych należą między innymi:
- Autostrada międzystanowa nr 20
- Autostrada międzystanowa nr 30
- Autostrada międzystanowa nr 35
- Autostrada międzystanowa nr 45
- U.S. Route 67
- U.S. Route 75
- U.S. Route 80
- U.S. Route 175

- Droga stanowa nr 66

## Porty lotnicze
Na terenie hrabstwa znajdują się dwa międzynarodowe porty lotnicze:
- Port lotniczy Dallas-Love
- Port lotniczy Dallas-Fort Worth